# Córa sławy

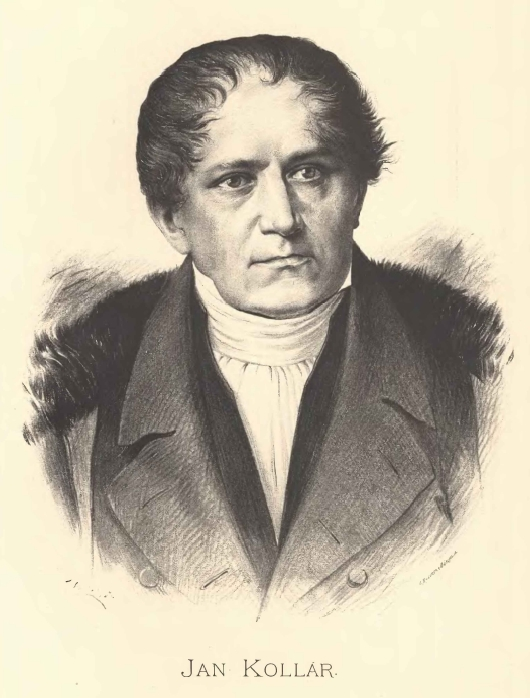
Portret Jana Kollára, grafika Jana Vilímka

Córa sławy (cz. Slávy dcera) – cykl sonetów słowackiego poety piszącego w języku czeskim Jána Kollára. Był przez autora wielokrotnie wydawany i stale poszerzany, z utworu o tematyce miłosnej przeradzał się w dzieło o charakterze patriotycznym i polemicznym. Wyrażał poglądy poety na kwestie narodowego odrodzenia Słowian. 
Początkowo sonety Kollára ukazały się pod tytułem Básně (Poezje) w 1821. Trzy lata później wyszły już jako Slávy dcera. (Córa sławy). Poeta nie tylko zwiększył ich liczbę, ale ułożył je w swoisty poemat epicki, mający być eposem Słowian. Wzorował się przy tym na Boskiej komedii Dantego.
Utwór jest poprzedzony Przedśpiewem, napisanym iloczasowym dystychem elegijnym.
Ai, zde leží zem ta, před okem mým slzy ronícím,

někdy kolébka, nyní národu mého rakev.

Stoj noho! posvátná místa jsou, kamkoli kráčíš,

k obloze, Tatry synu, vznes se, vyvýše pohled.
Córa sławy składa się ogółem z pięciu części, z których wszystkie są oznaczone nazwami rzek. Pierwotnie były tylko trzy części nazwane Sala, Łaba i Dunaj – od rzek, nad którymi mieszkają Słowianie. W wydaniu drugim z 1832 część druga otrzymała tytuł Łaba, Ren, Wełtawa i dodane zostały jeszcze dwie, Lete oraz Acheron. Tym razem poeta odwołał się do znanych z mitologii greckiej rzek płynących w zaświatach. Kollár, wzorując się na Dantem, opisał słowiańskie piekło i niebo, w którym, podobnie jak włoski poeta, umieścił różne historyczne postacie, zarówno te, które cenił, jak i te, których nie lubił. W wydaniu z 1852 w odmalowanym przez Kollára piekle znalazł się Adam Mickiewicz, któremu czesko-słowacki poeta zarzucał rozbijanie jedności Słowiańszczyzny. Ostatni sonet z cyklu kończy się słowami piekło zdrajcom, niebo Słowianom:
Hučte, Tatry, hlas ten k Horám Černým,

hučte, Krakonoše, k Uralům:

Peklo zrádcům, nebe Slavům věrným!
Należące do cyklu sonety zostały napisane dziesięciozgłoskowcem (pięciostopowcem) trocheicznym.
Ogółem Córa sławy liczy sześćset czterdzieści pięć sonetów, co jest niewątpliwie rekordem. Wartość poetycka wielu z nich jest jednak dyskusyjna.